# Canhac (Alta Garona)
Canhac (oficial Caignac) és un municipi occità del Lauragués, en el Llenguadoc, del departament de l'Alta Garona, a la regió d'Occitània.